# Братвін
Братвін (пол. Bratwin) — село в Польщі, у гміні Драгач Свецького повіту Куявсько-Поморського воєводства.
Населення — 430 осіб (2011).
У 1975-1998 роках село належало до Бидгощського воєводства.

## Демографія
Демографічна структура станом на 31 березня 2011 року:
|          | Загалом | Допрацездатний вік | Працездатний вік | Постпрацездатний вік |
| -------- | ------- | ------------------ | ---------------- | -------------------- |
| Чоловіки | 220     | 52                 | 159              | 9                    |
| Жінки    | 210     | 49                 | 128              | 33                   |
| Разом    | 430     | 101                | 287              | 42                   |